# フォデ・マンサレ
フォデ・マンサレ（Fodé Mansaré, 1981年9月3日 - ）は、ギニア・コナクリ出身の元同国代表サッカー選手。ポジションはミッドフィールダー。

## 経歴
母国のクラブアトレティコ・ドゥ・コレアからガゼレク・アジャクシオに加入した後、モンペリエHSCのリザーブチームに移籍。2001年7月27日のオリンピック・マルセイユ戦でリーグ・アンデビューした。

## 代表歴
2002年にギニア代表デビューを果たすと、2004、2006、2008年のアフリカネイションズカップに出場した。